# فوشون (جمهورية الصين الشعبية)
فوشون (بالصينية: 抚顺市 )‏ هي مدينة على مستوى محافظة، في جمهورية الصين الشعبية، تتبع لياونينغ، تبلغ مساحتها 11,272 كيلومتر مربع، رمزها البريدي هو 113000.

## مدن توأم
المدن التوأم:
- أراد
- كوكولا
- غلادبيك.

## التقسيمات الإدارية
- Xinfu District, Fushun [الإنجليزية]‏
- Dongzhou District [الإنجليزية]‏
- Wanghua District [الإنجليزية]‏
- Shuncheng District [الإنجليزية]‏
- Fushun County, Liaoning [الإنجليزية]‏
- Xinbin Manchu Autonomous County [الإنجليزية]‏
- Qingyuan Manchu Autonomous County [الإنجليزية]‏.

## أعلام
- وانغ نان
- وانغ بينج
- زانغ شينغ هوي
- قاو يانهوا
- لي شيون
- قاو فنغ